# Tros Triviant

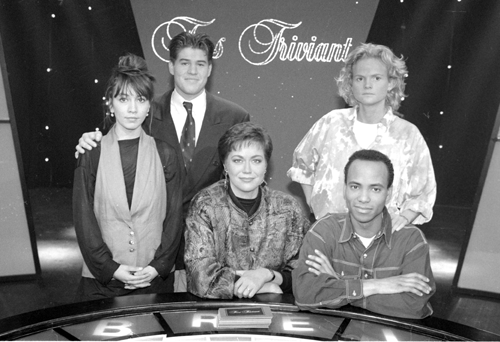
Onder anderen Nada van Nie, Martijn Krabbé, Jessica Broekhuis en Humberto Tan namen deel aan het programma.

Tros Triviant was een spelprogramma van de TROS. Het programma liep van 1988 tot 2003 en later nog een seizoen in 2007. Presentatoren waren achtereenvolgens Astrid Joosten, Tineke Verburg, Mireille Bekooij en in 2007 Jack van Gelder.
Het was een televisievariant op het bekende bordspel Triviant, dat tegenwoordig wordt verkocht onder de Engelse naam Trivial Pursuit.
In dit programma speelden bekende Nederlanders in tweetallen tegen elkaar een spelletje Triviant. De spelregels waren iets anders dan bij het bordspel. Er werd geen dobbelsteen gebruikt. De vakjes werden in opeenvolgende volgorde afgewerkt. zodoende was er steeds keus uit twee al dan niet verschillende vraagcategorieën. De vragen werden door de presentator in plaats van door de spelers van de kaarten afgelezen. De vragen werden veelal ondersteund door beeld- en geluidsfragmenten. De zogenaamde Triviantvragen werden in een filmfragment door een bekende Nederlander gesteld. Per vraag kon een punt worden verdiend en bij een Triviantvraag drie punten. Bovendien wisselde na een Triviantvraag de beurt. Daarnaast waren er ook zes puzzelvragen die door beide teams tegelijk werden gespeeld, waarbij het team dat het antwoord wist op een knop moest drukken en het antwoord mocht geven. Een goed antwoord leverde twee punten op. Bij een fout antwoord gingen deze punten naar het andere team. Het spel ging door tot alle vragen van het bord waren gespeeld of totdat een team zo ver voorstond dat dit niet meer was in te halen met de vragen die nog over waren.
Het team dat de meeste punten haalde ging naar de finaleronde. Hierin kwam het tweetal tegenover elkaar te zitten. Er werd geloot wie er mocht beginnen. Na het geven van een goed antwoord kon een letter worden verdiend. Deze letters verschenen telkens op de buitenste ring van het speelbord. Alle letters vormden een woord van 12 letters. Om op het woord te puzzelen, had iedere speler recht op het nemen van twee time-outs. Degene die het woord als eerste wist was de winnaar van het spel. De winnaar ontving een mooi naslagwerk, maar bovenal "eeuwige roem". De verliezer kreeg een kleiner naslagwerk als troostprijs.
Een bekend persoon uit Tros Triviant was de butler, Mijnheer Zagwijn. Hij kwam in actie bij het nemen van time-outs en bij het presenteren van de prijzen.
Ook verrichtte hij aan het begin van de finaleronde de loting die bepaalde wie er in deze ronde mocht beginnen. In 1994 ontving hij de Jeeves Penning van de P.G. Wodehouse-society, als waardering voor de manier waarop hij dit deed.